# 鲛肝醇
鲛肝醇（英語：Chimyl alcohol）是一种有机化合物，化学式为C19H40O3，为无色油状液体。鲛肝醇在结构上是由甘油的伯醇羟基与鲸蜡醇（1-十六烷醇）脱水生成的单醚。s-鲛肝醇与S-鲨油醇、S-鲨肝醇共同构成细胞膜的脂质层。其在名为叶鳞尖鳍鲛（学名：Centrophorus squamosus）的鲨鱼的肝中发现，其英文名中的"chimyl"源自银鲛目（Chimaeriformes），作为甘油醚，其不能发生皂化反应。